# St. Nikolaus (Unterdießen)

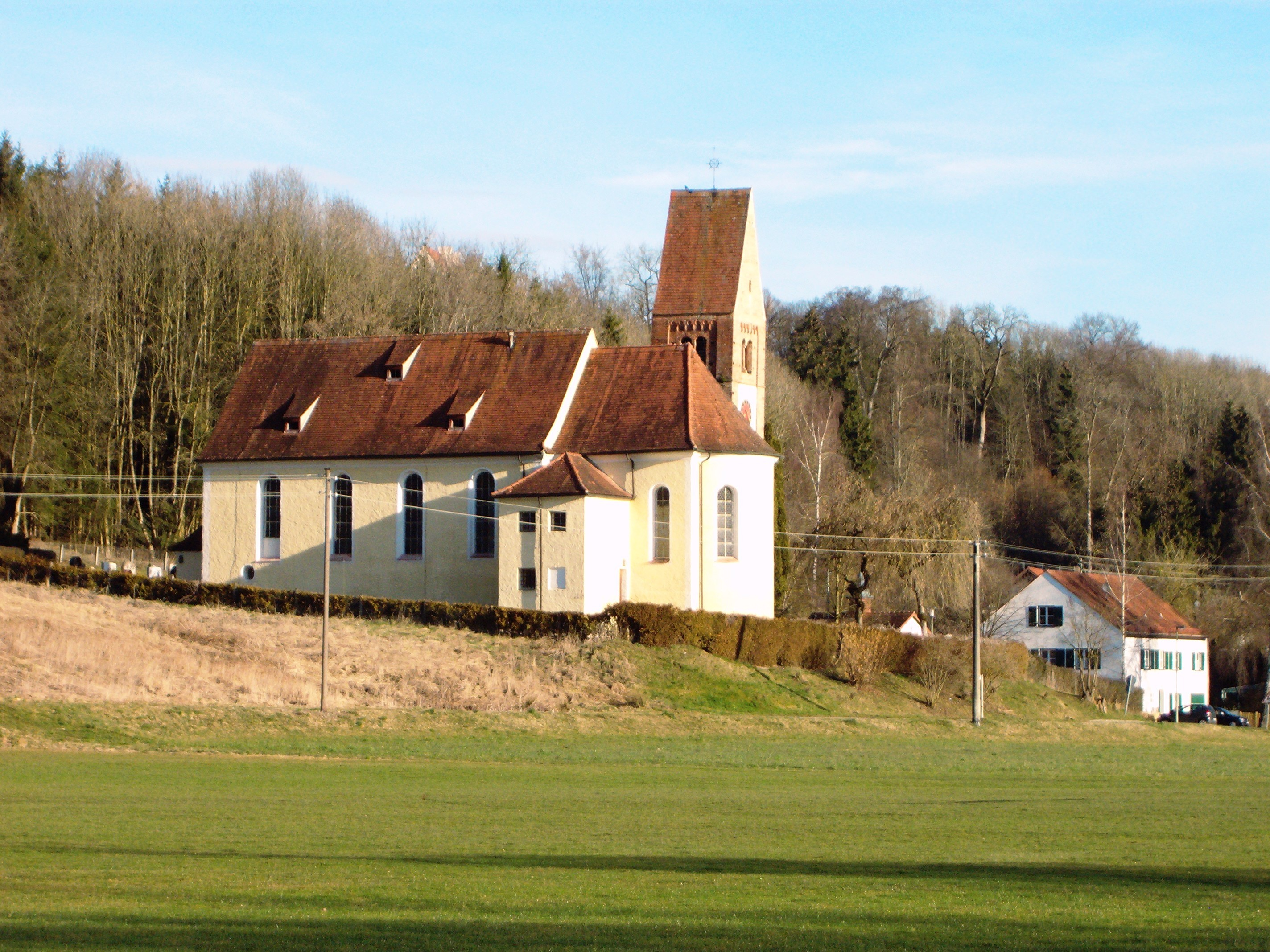
St. Nikolaus in Unterdießen

Die römisch-katholische Pfarrkirche St. Nikolaus steht in Unterdießen, einer Gemeinde im oberbayerischen Landkreis Landsberg am Lech. Sie ist in der Liste der Baudenkmäler in Unterdießen unter der Nr. D-1-81-143-1 eingetragen. Die Kirche gehört zum Dekanat Landsberg im Bistum Augsburg. Kirchenpatron ist Nikolaus von Myra.

## Beschreibung
Die im Kern aus der zweiten Hälfte des 15. Jahrhunderts stammende gotische Saalkirche wurde 1773/74 unter der Leitung von Benedikt Nigg barock umgestaltet. Sie besteht aus dem Langhaus, dem zweifach eingezogenen, segmentbogig geschlossenen Chor im Osten, der Sakristei mit einem Oratorium im Obergeschoss an der Südwand und dem Chorflankenturm aus unverputzten Backsteinen an der Nordwand des Chors. In seinem obersten Geschoss steht hinter den als Biforien gestalteten Klangarkaden der Glockenstuhl. Darunter sind die Zifferblätter der Turmuhr angebracht.
Das Langhaus ist oberhalb der mit Pilastern gegliederten Wände von einem Stichkappengewölbe überspannt, der Chor mit einem Spiegelgewölbe. Die Deckenmalereien stammen von Johann Joseph Anton Huber. Das Altarretabel des Hochaltars hat 1920 Franz Xaver Dietrich gestaltet. 

## Orgel
Die Kirche erhielt 1877 eine Orgel von Balthasar Pröbstl und um 1950 ein Nachfolgewerk von Julius Zwirner. Die heutige Orgel mit 14 Registern auf zwei Manualen und Pedal wurde 1999 von Riegner & Friedrich gebaut. Es war der letzte Neubau in der Unternehmensgeschichte. Die Disposition des rein mechanischen Schleifladen-Werkes lautet:
| I Manual C–g3 |       |
| Principal     | 8′    |
| Hohlflöte     | 8′    |
| Octave        | 4′    |
| Rohrflöte     | 4′    |
| Octave        | 2′    |
| Mixtur III    | 1 ⁄3′ |

| II Manual C–g3 |       |
| Holzgedeckt    | 8′    |
| Offenflöte     | 4′    |
| Hohlpfeife     | 2′    |
| Sesquialter II | 2 ⁄3′ |
| Dulcian        | 8′    |
| Tremulant      |       |

| Pedal C–f1 |     |
| Subbaß     | 16′ |
| Octavbaß   | 08′ |
| Posaune    | 08′ |

- Koppeln: II/I, I/P
- Stimmung: Werckmeister III